# Le cauchemar
Le cauchemar er en fransk stumfilm fra 1896 af Georges Méliès.